# Elumiana
Elumiana is een geslacht van rechtvleugeligen uit de familie sabelsprinkhanen (Tettigoniidae). De wetenschappelijke naam van dit geslacht is voor het eerst geldig gepubliceerd in 1940 door Uvarov.

## Soorten
Het geslacht Elumiana  is monotypisch en omvat slechts de volgende soort:
- Elumiana amplipennis (Bruner, 1920)